# Alex Renfroe
Gregory Alexander Renfroe (Hermitage, 23 maggio 1986) è un cestista statunitense naturalizzato bosniaco.

## Carriera
Inizia la carriera al college giocando anche il torneo NCAA con i Belmont Bruins, di cui è stato anche il capitano e miglior giocatore nell'ultima stagione. Nel 2009-10 si trasferisce in Europa al VEF Riga, dove diventa MVP della Lega Baltica. La stagione successiva firma in Croazia per il Basket Zagabria, dove gioca la Lega Adriatica e l'EuroChallenge. 
Nel 2011-12 gioca in Italia per il Basket Brindisi nel campionato di Legadue dove riesce a conquistare la promozione in Serie A dopo 10 gare di play-off.
Il 24 settembre 2012 si trasferisce in Spagna al CB Valladolid.
L'11 maggio 2018 viene ingaggiato dalla Società Sportiva Felice Scandone, venendo tesserato per i play-off.
Con la Bosnia ed Erzegovina ha disputato i Campionati europei del 2015.

## Palmarès

### Squadra
- Campionato croato: 1

K.K. Zagabria: 2010-11
- Campionato tedesco: 1

Brose Bamberg: 2012-13
- Coppa di Croazia: 1

K.K. Zagabria: 2011
- Coppa di Serbia: 1

Partizan Belgrado: 2019
- Supercoppa tedesca: 1

Alba Berlino: 2014
- Basketball Champions League: 2

San Pablo Burgos: 2019-2020, 2020-2021
- Coppa Intercontinentale: 1

San Pablo Burgos: 2021

### Individuale
- MVP Lega Baltica: 1

VEF Rīga: 2009-10
- MVP Coppa di Serba: 1

Partizan Belgrado: 2019